# Маликов, Абдулла Абдулхакович
Абдулла́ Абдулха́кович Ма́ликов (21 ноября 1907, Казанская губерния — 17 сентября 1981, Грозный) — участник Великой Отечественной войны, младший сержант, директор плодоовощеводческого совхоза №3 Грозненского района Чечено-Ингушской АССР,  Герой Социалистического Труда.

## Биография
Татарин. В годы Великой Отечественной войны был наводчиком батареи 120-мм миномётов 813-го стрелкового полка 239-й стрелковой дивизии. Воевал на Волховском, Ленинградском, 1-м, 2-м и 3-м Прибалтийских и 1-м Украинском фронтах. Имел боевые награды.
После войны стал директором плодоовощеводческого совхоза №3 Грозненского района. 30 апреля 1966 года за успехи в выращивании овощей и винограда Маликову было присвоено звание Героя Социалистического Труда.
Жил в Грозном, где и скончался 17 сентября 1981 года. Похоронен на Центральном кладбище Грозного.

## Награды
- Орден Ленина (7 марта 1960);
- Медаль «За оборону Ленинграда» (18 декабря 1944);
- медали.